# شارلک (میزوری)
شارلک (به انگلیسی: Charlack) یک شهر در ایالات متحده آمریکا است که در شهرستان سنت لوئیس، میزوری واقع شده‌است. شارلک ۰٫۶۷ کیلومتر مربع مساحت و ۱٬۳۶۳ نفر جمعیت دارد و ۱۸۳ متر بالاتر از سطح دریا قرار دارد.